# Lophopetalum pallidum
Lophopetalum pallidum är en benvedsväxtart som beskrevs av M. Laws. Lophopetalum pallidum ingår i släktet Lophopetalum och familjen Celastraceae. Inga underarter finns listade.